# Gerente Cilley
Gerente Cilley es un paraje rural del centro de la provincia de Buenos Aires, Argentina, perteneciente al partido de Nueve de Julio.

## Ubicación
Se encuentra a 37 km al sudeste de la ciudad de Nueve de Julio.
Se accede desde Nueve de Julio hasta la localidad de Villa General Fournier, para luego continuar bordeando las vías del ferrocarril.

## Historia
El paraje se crea a partir de la llegada del Ferrocarril Provincial de Buenos Aires en 1913. 
Era un centro de transferencia del Ferrocarril Provincial de Buenos Aires hacia la localidad de Mira Pampa y la ciudad de Pehuajó.
El cierre del ramal en 1960 obligó a un gran éxodo de sus habitantes hacia ciudades más grandes.

## Población
Durante los censos nacionales del INDEC de 2001 y 2010 fue considerada como población rural dispersa.